# Karma Police (programa de vigilancia)
Karma Police (estilizado como KARMA POLICE) es el nombre en clave de un programa de vigilancia masiva y recogida de datos en Internet operado por el Cuartel General de Comunicaciones del Gobierno del Reino Unido (GCHQ). Aparentemente, el programa fue nombrado en referencia a una canción homónima de Radiohead, la cual incluye el fragmento «This is what you'll get when you mess with us». Inició rastreando usuarios de radio por Internet. Los usuarios que escuchaban transmisiones que incluían contenido religioso islámico eran sujetos a una mayor recolección de información, con el propósito de identificar las cuentas de Skype y redes sociales de éstos.

## Historia
En 2015, los documentos obtenidos por The Intercept del denunciante de la Agencia de Seguridad Nacional de Estados Unidos (NSA), Edward Snowden, revelaron que el GCHQ había llevado a cabo la operación Karma Police desde aproximadamente 2008, la cual barría las direcciones IP de los usuarios de Internet que visitaban sitios web que inclusive podían cruzarse con otros datos, por lo que el programa se estableció sin ningún tipo de escrutinio o supervisión pública. Karma Police es una poderosa herramienta de espionaje en conjunción con otros programas del GCHQ.
El objetivo del programa, según los documentos, era:
1. un perfil de navegación web para cada usuario visible en Internet; o
2. un perfil de usuario para cada sitio web visible en Internet.

## Alcance
El GCHQ describe el programa como el mayor programa de extracción de datos en línea del mundo. El programa está diseñado para describir los perfiles que caracterizan las características individuales (hábitos) de los usuarios de Internet. Karma Police extrae información de los cables de datos intercontinentales, que se encuentran en el condado de Cornualles y transportan el 25 % del tráfico mundial de Internet. Los metadatos recogidos por Karma Police contienen registros de nombres de usuario, contraseñas y direcciones de páginas web visitados.
El programa se utiliza aparentemente sin supervisión gubernamental. Según los documentos del GCHQ, en 2009 éste había recibido y almacenado descripciones de más de 1,1 billones de visitas a sitios web gracias al uso del programa. Mientras tanto, en 2010, el programa recogía más de 30.000 millones de registros al día, y en 2012 esa cifra había alcanzado los 50.000 millones.